# Ларри Кинг
Ла́рри Кинг (англ. Larry King, настоящее имя — Ло́ренс Ха́рви Зе́йгер (англ. Lawrence Harvey Zeiger); 19 ноября 1933[…], Бруклин, Нью-Йорк — 23 января 2021, медицинский центр Седарс-Синай, Калифорния) — американский тележурналист, ведущий ток-шоу «Larry King Live» (1985—2010), в 2012—2020 годах вёл программу Larry King Now на веб-сайте Hulu.

## Биография
Лоренс Харви Зейгер родился 19 ноября 1933 года в Бруклине, в семье еврейских эмигрантов. Родители Ларри, мать Дженни Гитлиц родом из Вильнюса и отец Аарон Зейгер родом из Коломыи (ныне территория Украины), эмигрировали из Белоруссии в 1930-е годы. Их первый сын Ирвин родился в 1932 году, но умер в возрасте шести лет от аппендицита. После Ларри в их семье родился ещё один сын — Марти.
В 1957 году по предложению Джеймса Сермонса (комментатора CBS) переехал в Майами. Его карьера в СМИ началась с того, что он добился предложения выйти в эфир на радио WAHR. Затем по предложению Теда Тёрнера перешёл работать на только начинавшее развиваться CNN.
За свою карьеру он провёл более пятидесяти тысяч интервью с политиками, спортсменами, артистами и прочими знаменитостями. Он является лауреатом премии Эмми, двукратным лауреатом премии Пибоди и десятикратным призёром премии «Cable ACE».
Восемь раз был женат. Четверо детей от трёх жён. С 1997 года женат восьмым браком на Шоун Саутвик.
В 1997 году вместе с другими известными актёрами и руководителями Голливуда Ларри Кинг подписал открытое письмо немецкому канцлеру Гельмуту Колю, опубликованное в газете International Herald Tribune, в котором заявлялось о недопустимости ущемления религиозных прав последователей саентологии в Германии.
В июле 2010 года Ларри Кинг объявил о добровольном скором закрытии своего шоу. Последний выпуск вышел 16 декабря 2010 года, гостем программы стал Арнольд Шварценеггер.
29 мая 2013 года Ларри Кинг продал права на своё телешоу Larry King Now каналу RT America, где продолжил работу.
2 января 2021 года Ларри Кинг был госпитализирован с положительным результатом теста на коронавирус, находился в госпитале «Cedars-Sinai» в Лос-Анджелесе. Умер 23 января 2021 года на 88-м году жизни.

## Награды и почётные звания
- Премия Пибоди (Peabody Award) за радио- (1980) и телешоу (1992).
- Премия «Эмми» (Emmy Award) (2011).
- Премия Аллена Ньюхарта (Allen H. Neuharth Award) за выдающиеся достижения в области журналистики.
- Десять наград американского кабельного телевидения Cable ACE Awards (лучший интервьюер и лучший цикл ток-шоу).
- Премия Махони (Mahoney) Гарвардского университета за просвещение в области неврологии.
- Звезда на «Аллее славы», Голливуд (1997).
- Почётные степени университета Джорджа Вашингтона, Технологического института Новой Англии, Бруклинского колледжа и Института Пратта (Pratt Institute)[15].

## Некоторые факты

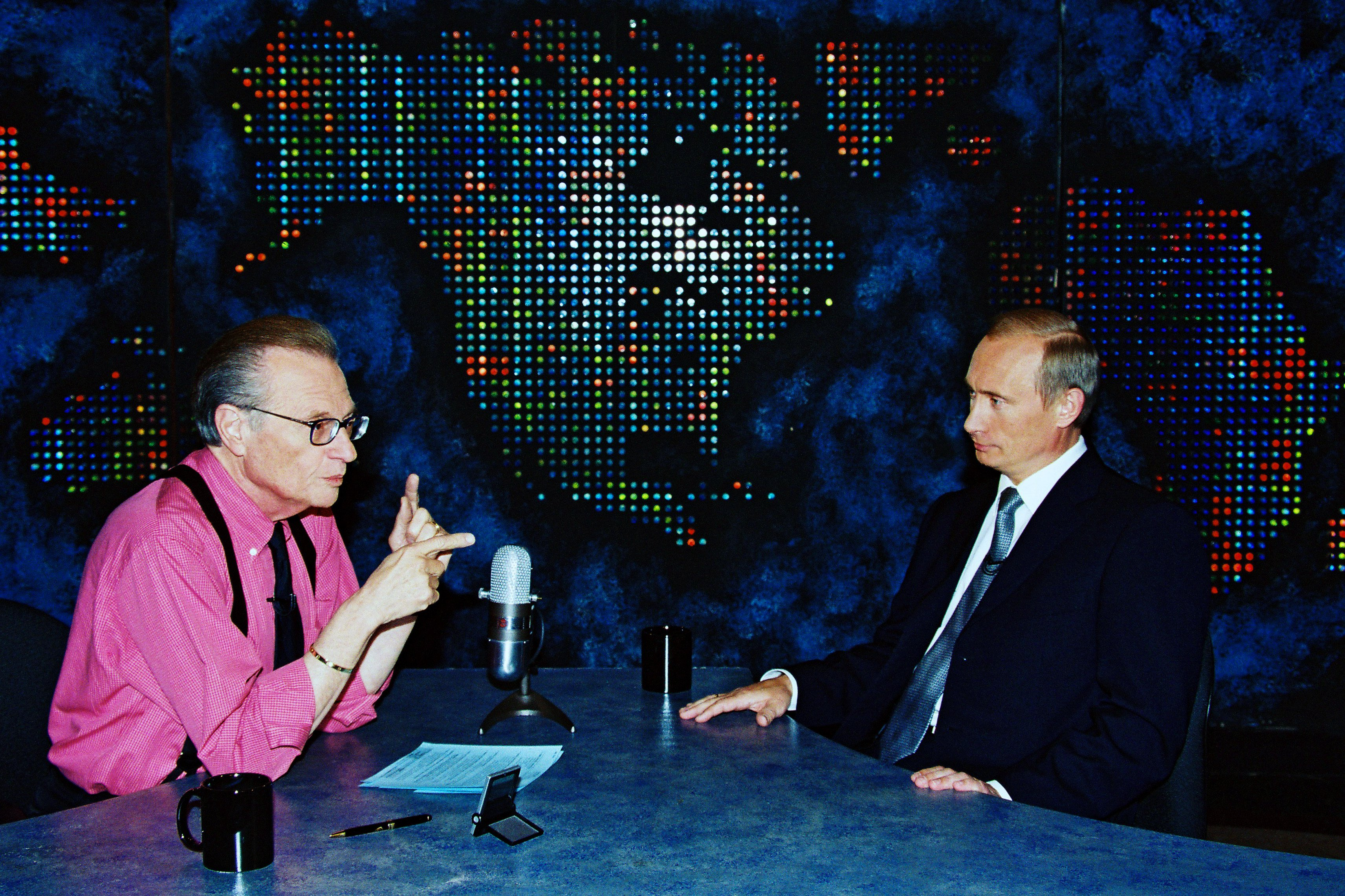
Ларри Кинг и Владимир Путин в эфире «Larry King Live»

- Российский тележурналист Владислав Листьев пользовался образом Ларри (яркая сорочка, галстук и подтяжки) в своей программе «Час пик»[16].
- В фильме «Охотники за привидениями» Ларри Кинг обсуждает в своей передаче феномен «Охотников», тем самым показывая общественный интерес к событиям.
- Шоу Ларри Кинга занесено в книгу рекордов Гиннесса как самое длительное шоу на телевидении с бессменным ведущим.
- Аналогом Ларри Кинга в анимационном фильме «Би Муви: Медовый заговор» был Пче-Ларри Кинг, где он его и озвучивал, а в мультфильмах «Шрек 2», «Шрек Третий» и «Шрек навсегда» он озвучивал уродливую сводную сестру Дорис.
- Ларри Кинг был гостем в одном эпизоде спин-оффа «Ток-шоу Финеса и Ферба».
- В мультсериале «Гравити Фолз», в эпизоде «Охотники за головами», среди восковых фигур есть фигура Ларри Кинга (прозванная «каким-то гремлином»). Его голова выжила и скрылась в вентиляции. Восковую голову озвучил сам Ларри Кинг.
- 15 апреля 1989 года Дональд Трамп участвовал в ток-шоу «Ларри Кинг в прямом эфире», где в ходе диалога попросил у Ларри Кинга позволения отсесть подальше, так как у Кинга плохо пахло изо рта (это был своеобразный ответ на вопрос Ларри Кинга Трампу: «Вы можете поставить людей в неудобное положение и заставить их испытывать дискомфорт, если захотите — как Вы это делаете?!»[17]).
- 8 сентября 2000 года Владимир Путин в интервью ведущему CNN Ларри Кингу на его вопрос, что случилось с российской подлодкой, ответил известной фразой «она утонула».
- Вместе со своей женой появился на рестлинг-шоу WWE Raw 8 октября 2012 года в качестве приглашённого гостя.
- В 2011 году в эфире CNN заявил, что планирует заморозить своё тело после смерти с помощью крионики[18].
- В 2020 году Ларри Кинг похоронил двоих своих детей (65-летнего Энди и 52-летнюю Чайю). Они умерли с разницей в несколько недель[19].

## Книги на русском языке
- Кинг Л. А что это я здесь делаю? Путь журналиста = My Remarkable Journey. — М.: Альпина Паблишер, 2010. — 290 с. — ISBN 978-5-9614-1242-0.
- Кинг Л. Как разговаривать с кем угодно, когда угодно и где угодно = How to Talk to Anyone, Anytime, Anywhere. — М.: Альпина Паблишер, 2011. — 204 с. — ISBN 978-5-9614-1713-5.
- Кинг Л. По правде говоря = Truth Be Told / пер. с англ. А. Кабалкина. — М.: Астрель, 2012. — 256 с. — 2000 экз. экз. — ISBN 978-5-271-39815-5.